# Primavera negra
Primavera negra es el primer álbum del grupo de rock argentino Caballeros de la Quema. 
Fue publicado originalmente en 1991, con una reedición en 1992 con más canciones, ambas en casete.

## Canciones
Lado A
1. «Pocas pulgas»
2. «Primavera negra»
3. «Empapado y borracho»
4. «Voy a saquear tu escote»

Lado B
1. «El culo del asunto»
2. «Aeoa»
3. «El sodomita»
4. «Buenos Aires esquina Vietnam»